# あなたとKKT
『あなたとKKT』（あなたとケイケイティー）は、くまもと県民テレビ (KKT) で放送されている自己批評番組である。原則として毎月第1日曜（KKT放送番組審議会の開催翌週） 4:03 - 4:08 （日本標準時）に放送されている。

## 概要
KKT放送番組審議会が同局製作番組について審議した結果を視聴者に公開している。番組のラストでKKTの番組に対する視聴者からの意見・要望の受付先と次回放送日を告知した後、KKTがネットしている番組の30秒宣伝CMを流して終了する。
2014年9月7日までは4:33 - 4:38（JST）に放送されていた。

## 出演者

### 現在
- 清家康広（くまもと県民テレビアナウンサー）
- 山本紗英子（くまもと県民テレビアナウンサー）
- 平井友莉（くまもと県民テレビアナウンサー）

### 過去
- 佐藤史依（当時くまもと県民テレビ報道部キャスター）
- 小川真人（当時くまもと県民テレビキャスター）
- 久保里美（当時くまもと県民テレビアナウンサー）
- 本橋馨（当時くまもと県民テレビアナウンサー）
- 井上千沙（当時くまもと県民テレビアナウンサー）
- 永田莉紗（当時くまもと県民テレビアナウンサー）